# Cuchedla
Cuchedla (nazwa oboczna: Suchedla) – część wsi Przybędza w Polsce położona w województwie śląskim, w powiecie żywieckim, w gminie Radziechowy-Wieprz.
Miejscowość ma nazwę alternatywną Suchedla, nazwa ta występuje na skanach map oraz jest nazwą ulicy obejmującą tę część wsi.
.

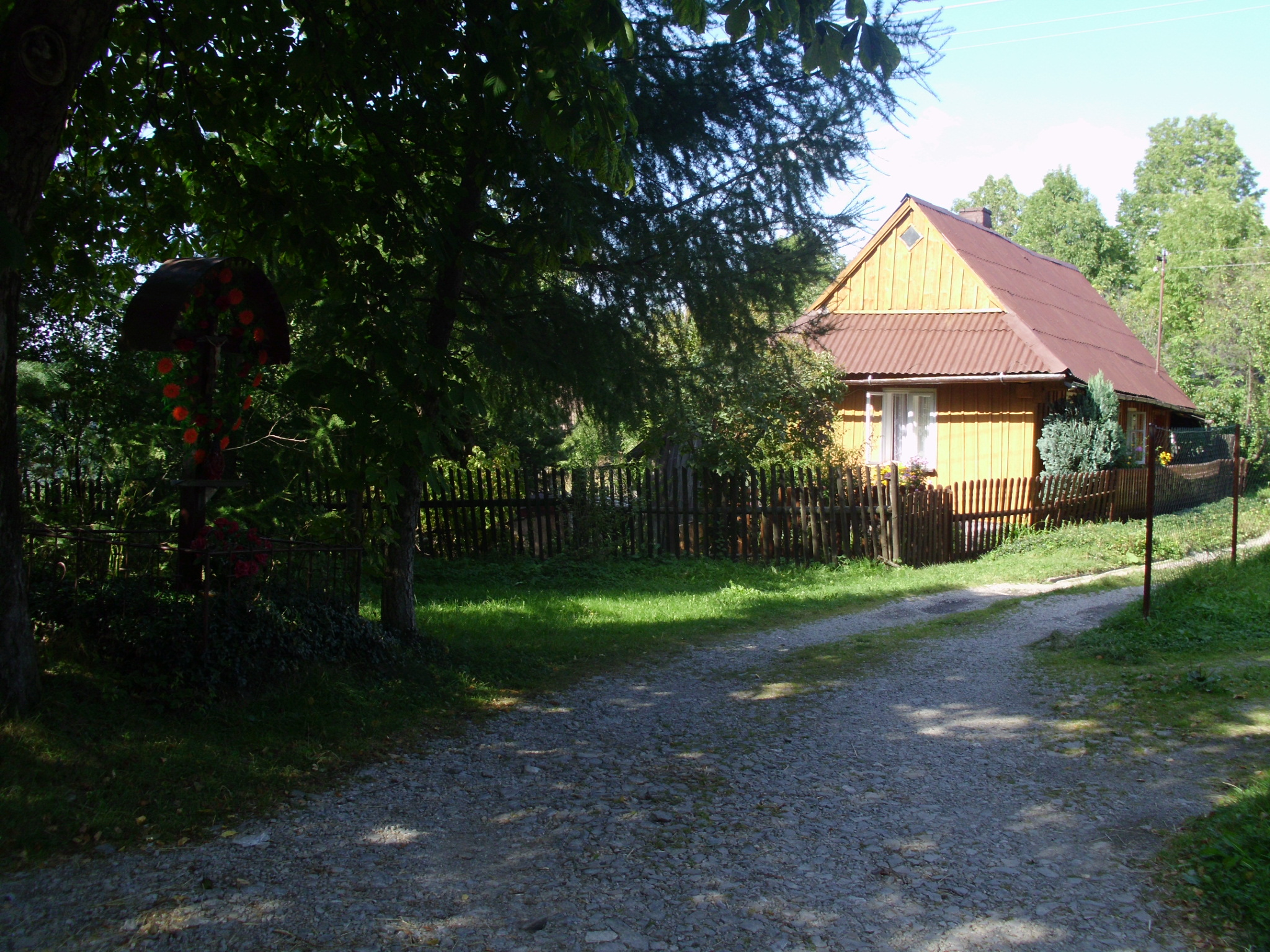
Dom w centrum Suchedli oraz krzyż przydrożny

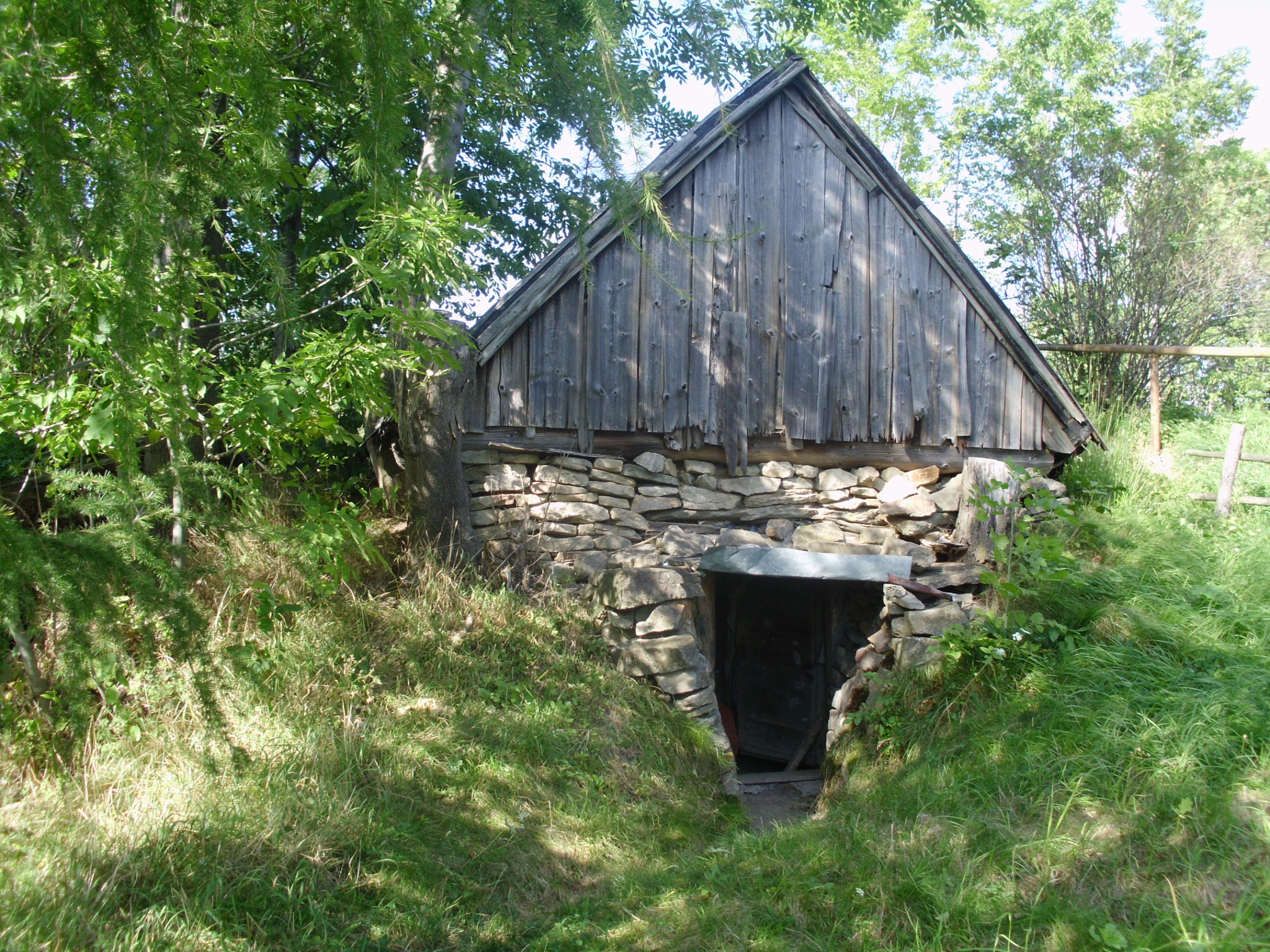
Ziemianka na Suchedli

Znajduje się tu kilkanaście domostw położonych na wysokości ok. 650 m n.p.m., na polanie otoczonej lasem iglastym.
Pierwotnie mogła to być osada wołoska, gdyż Wołosi często osiedlali się na peryferiach wsi rolnych.